# Segelbuske
Segelbuske (Amorpha fruticosa) är en ärtväxtart som beskrevs av Carl von Linné. Segelbuske ingår i släktet segelbuskar, och familjen ärtväxter. Inga underarter finns listade i Catalogue of Life.

## Bildgalleri

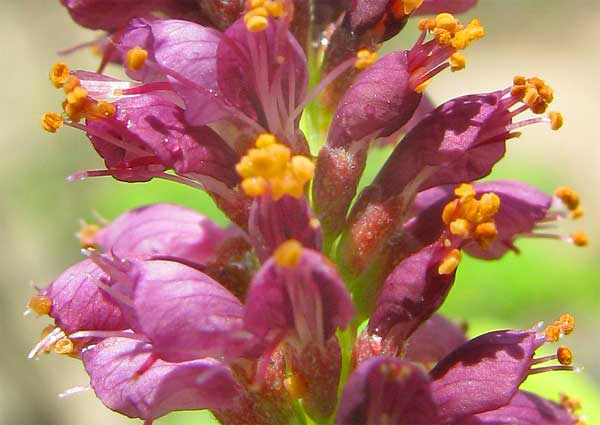
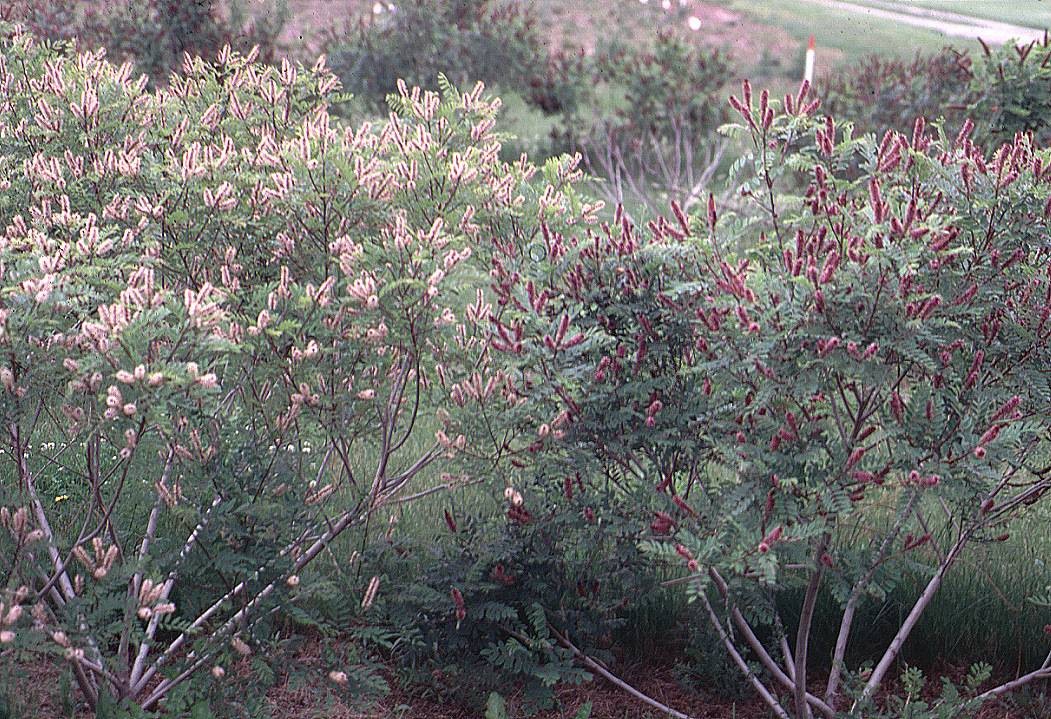
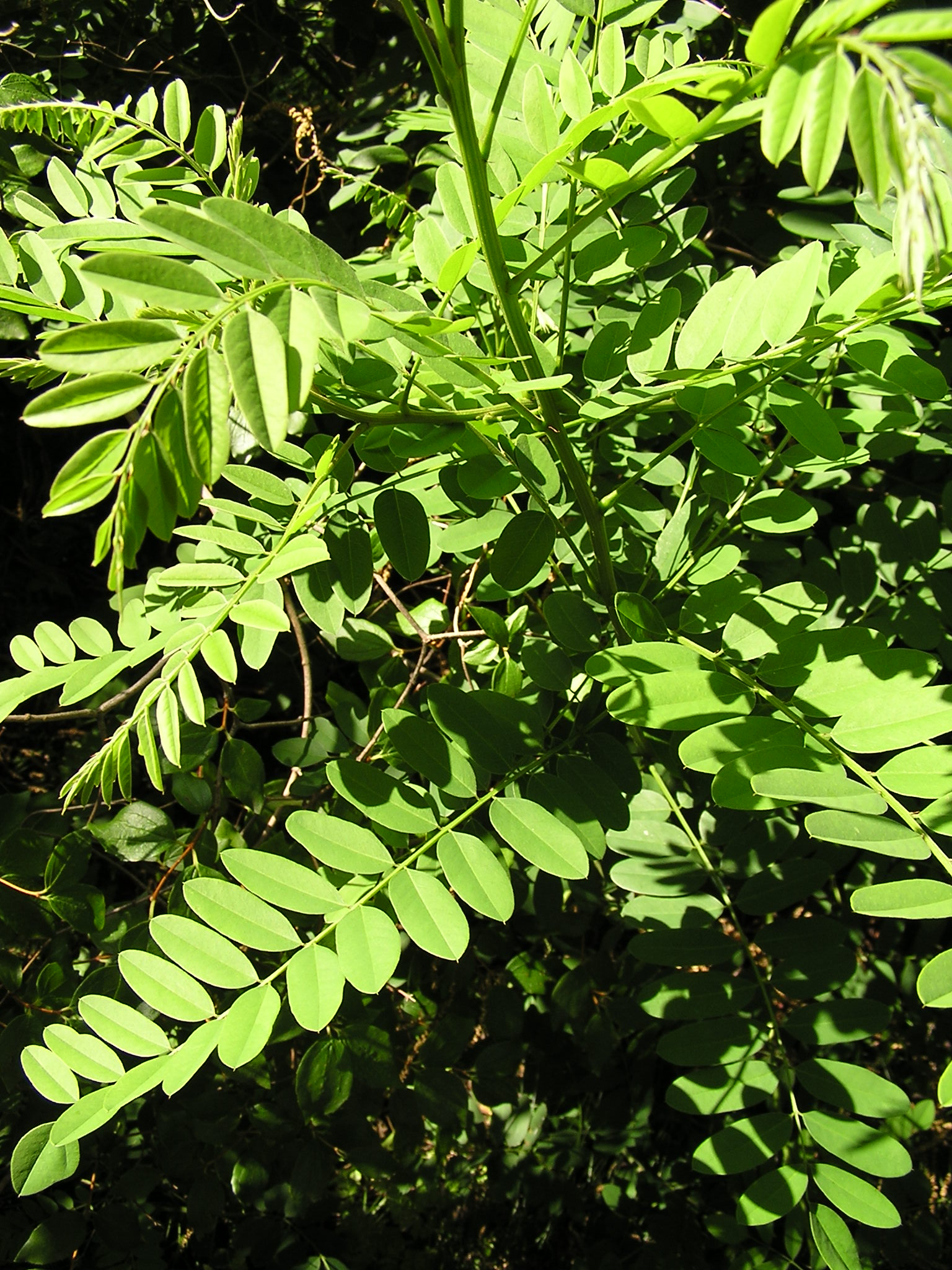
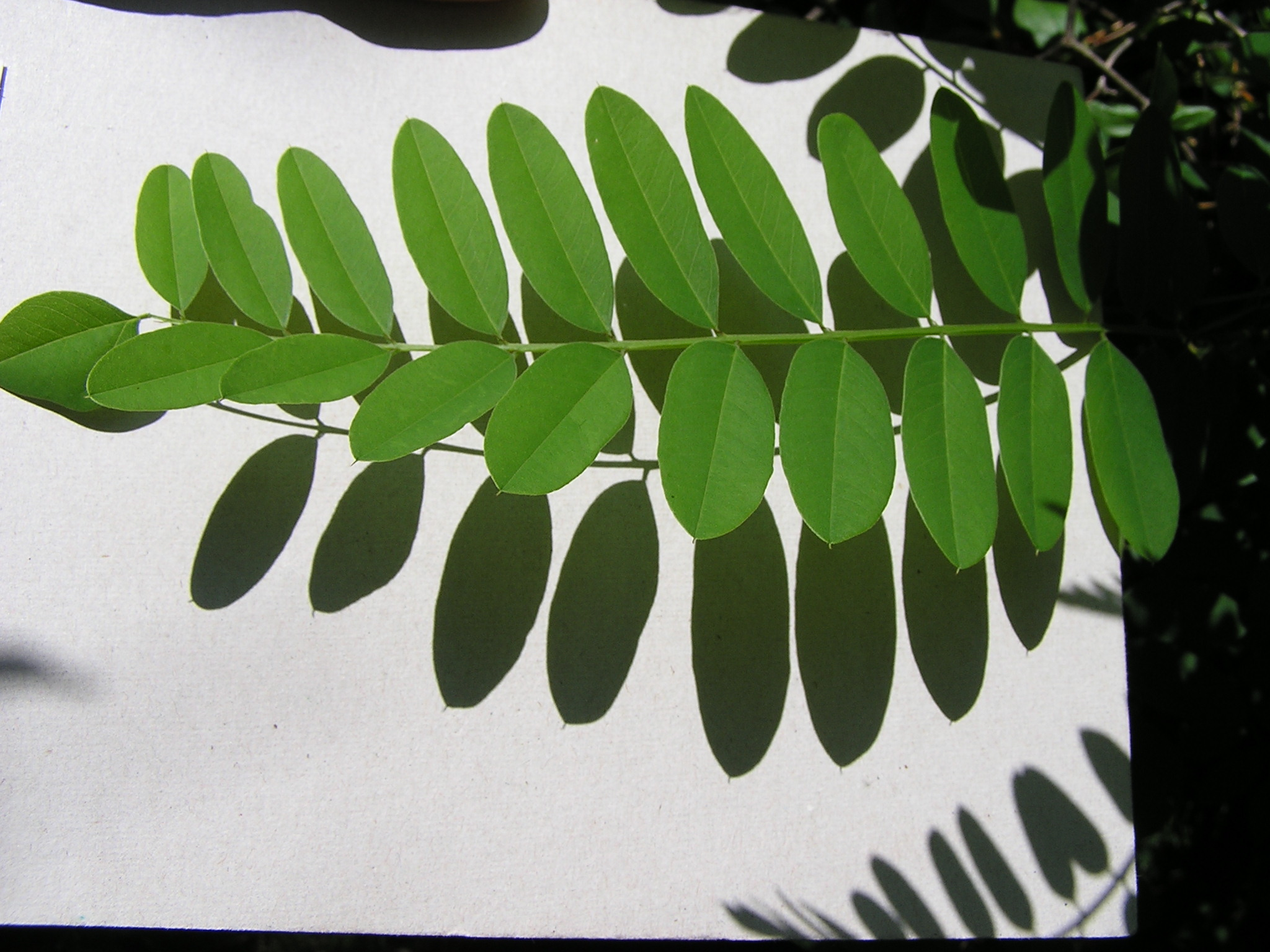
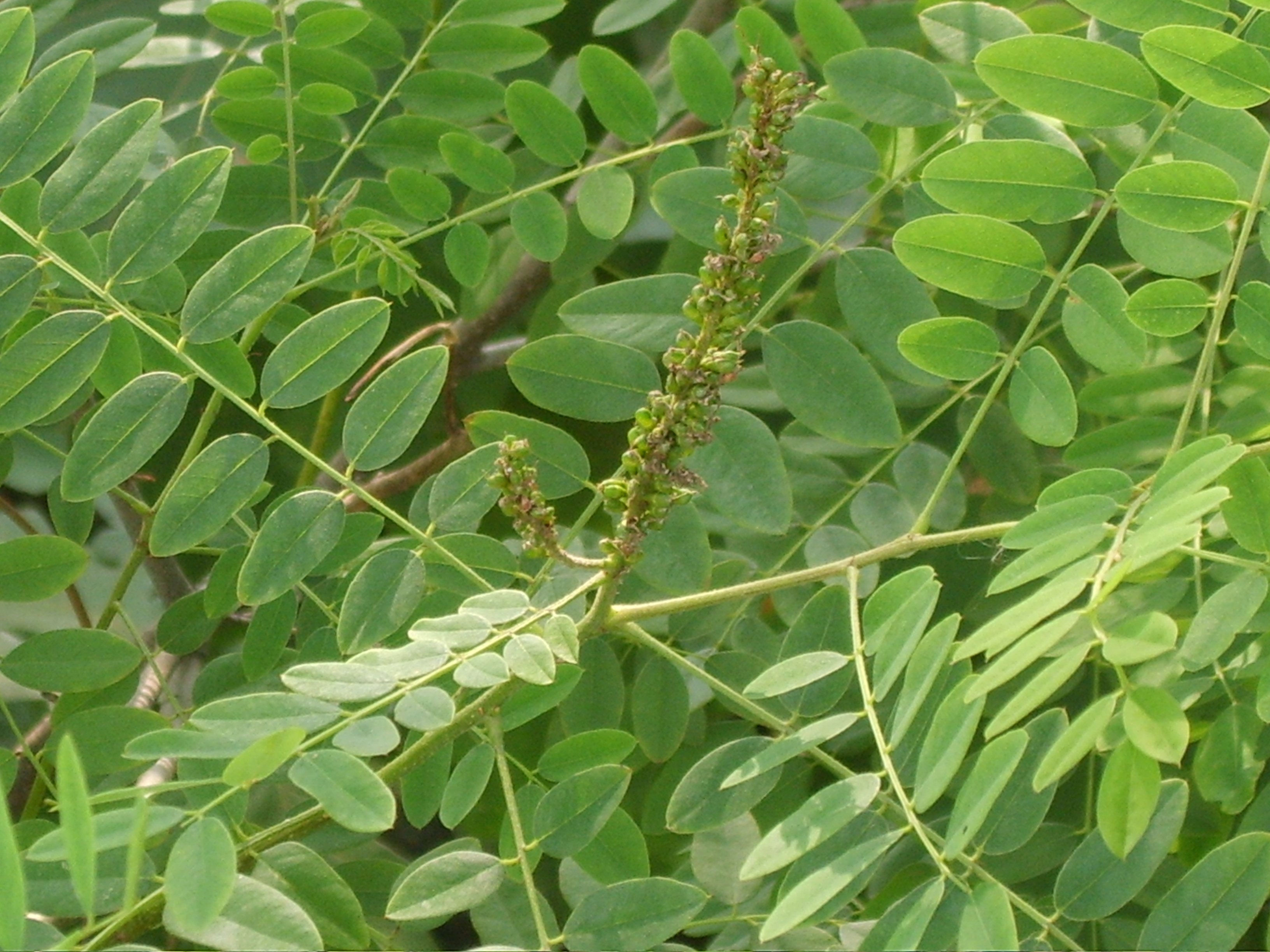
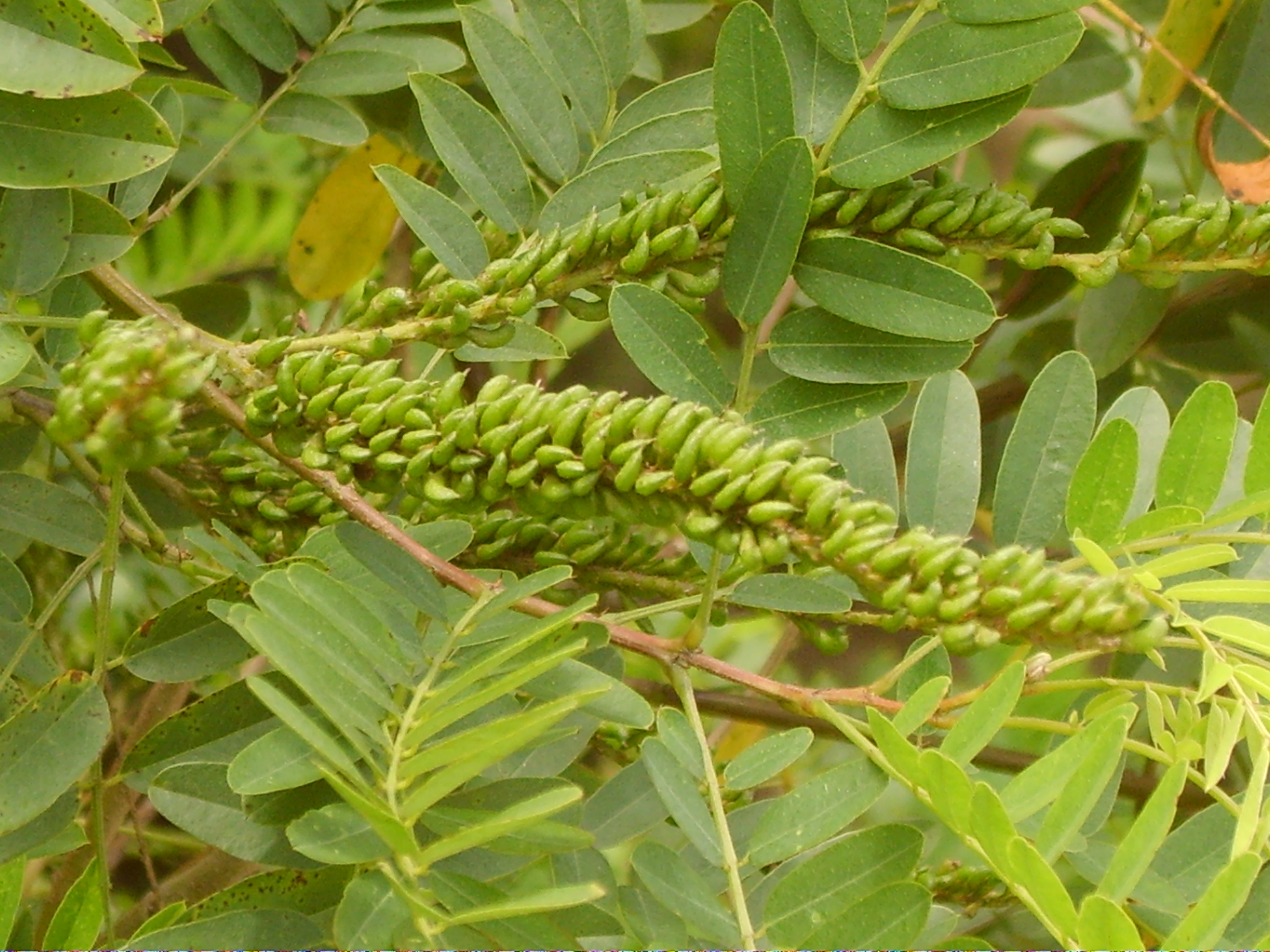